# DNd (Inschrift)

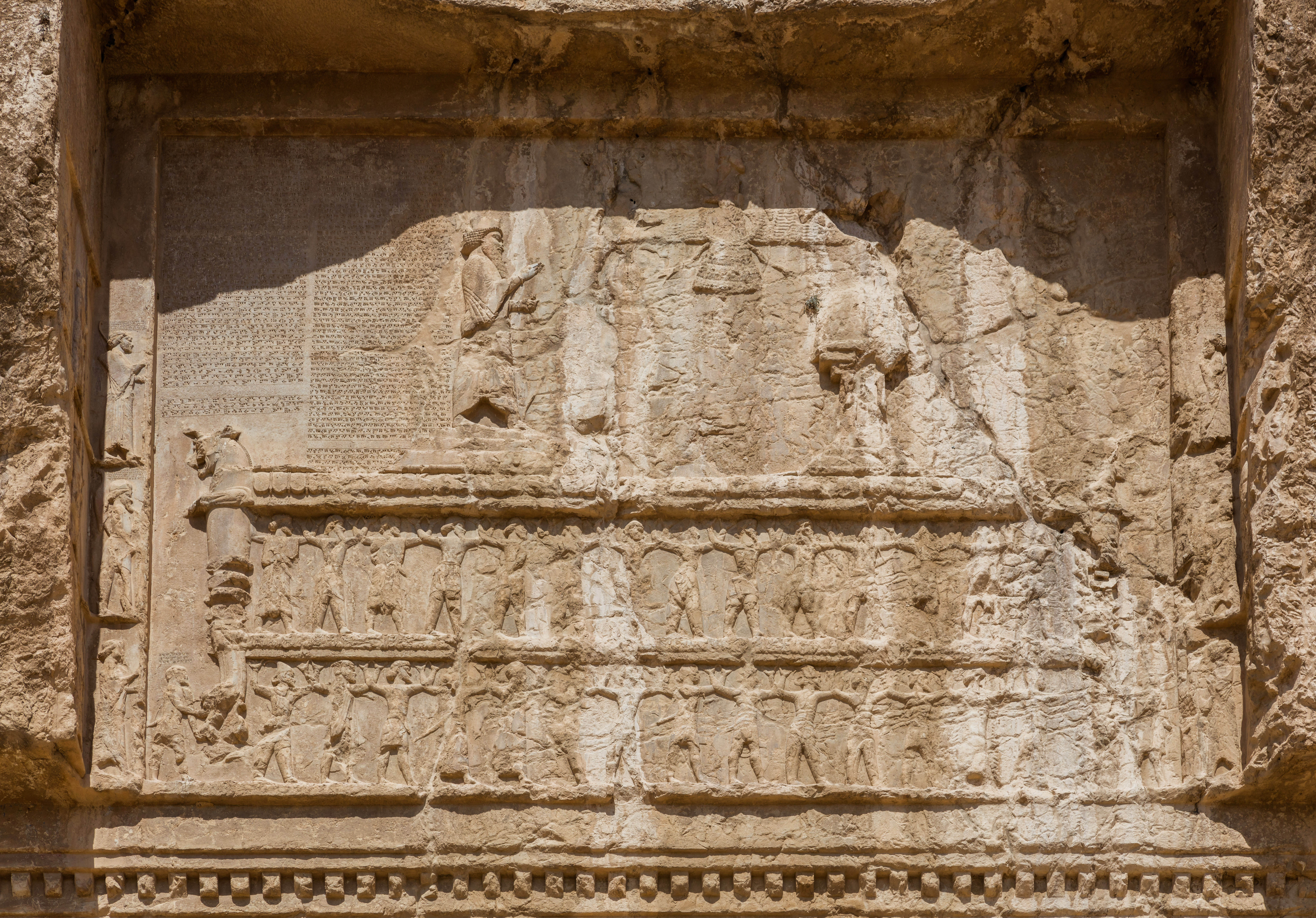
Auf der linken Seite des Oberen Registers die übereinander stehenden drei Figuren mit Aspathines in der Mitte

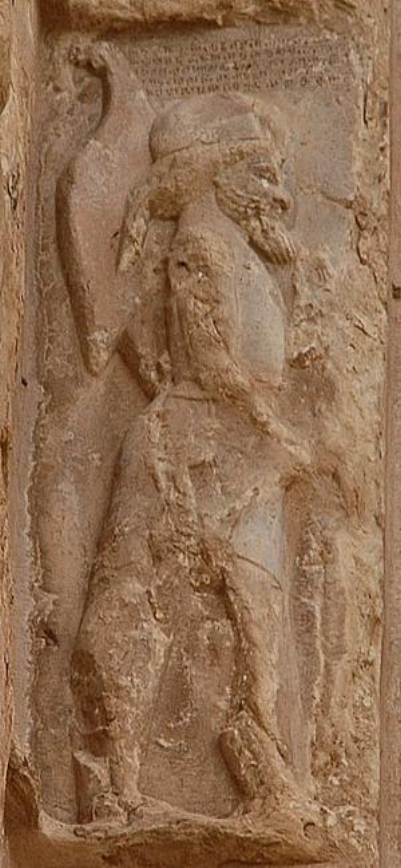
Die Beischrift DNd oberhalb der Figur des Aspathines durchlaufend in allen drei Sprachversionen

DNd ist die Bezeichnung einer Inschrift von Dareios I. (D). Sie wurde in Naqsch-e Rostam (N) entdeckt und von der Wissenschaft mit einem Index (d) versehen. Die Inschrift liegt in altpersischer, elamischer und babylonischer Sprache vor.

## Inhalt
„Aspathines, der Gewandträger (Kammerherr), hält des Königs Dareios Bogenkasten.“

## Beschreibung
Die dreisprachige Inschrift DNd umfasst fünf Zeilen und befindet sich auf der linken Seite des Oberen Registers am Grab des Dareios I. Sie ist über dem Kopf des Mittleren von drei übereinander stehenden Waffenträgern angebracht. Außer an den Zeilenenden ist die Inschrift gut lesbar und befindet sich in situ (am Ursprungsort).

## Rezeption
Die Titel des Aspathines auf der Inschrift, Gewandträger, Kammerherr und Träger des Bogenkasten, wurden über Forschungsergebnisse aus verschiedenen Sprachen festgelegt. Es sind vier Sprachen involviert.
Der erste Titel, der Gewandträger, ist oft als Streitkolbenträger oder [Streit]hammerträger übersetzt worden, um einen Bezug zum Träger des Bogenkastens, zu erhalten. Der Träger des Bogenkasten wird im zweiten Teil der Inschrift aufgeführt und ist seit der Untersuchung von Rykle Borger aus dem Jahr 1972 unumstritten. Für den Gewandträger führte die erste Spur zu den elamischen Texten der Akropolis von Susa aus der neuelamischen Periode. Dort dient der elamische Teil des Titels (lipte) als Oberbegriff für verschiedene Objekte, unter anderem auch Gewand. In einer weiteren Untersuchung wurde der erste Teil des altpersischen Ausdrucks (vaça) etymologisch mit dem avestischen Begriff (avestisch - vastra-, deutsch ‚Gewand‘) verbunden. Zusammen mit der elamischen Objektbezeichnung ergab dies den Ausschlag für die Festlegung auf die Übersetzung Gewandträger. In der Bedeutung wird der Titel mit dem Inhalt der Inschrift DNc verglichen. Während Gobryas in DNc mit dem führenden persischen Klan Namen Pateischorier betitelt wird, trägt Aspathines mit dem Titel des Gewandträgers einen höfischen Rang. Die Parallelität in den beiden Inschriften unterstreicht den hohen Rang des Gewandträgers, dessen Bezeichnung nicht zu wörtlich aufgefasst werden darf.
Der in Klammern gesetzte Titel Kammerherr wurde über den Begriff der babylonischen Sprachversion festgelegt. Der babylonische Ausdruck (ustarbaru) für den Titel erscheint in über 40 Dokumenten aus babylonischen Archiven. In zusammengesetzter Form kommt der Begriff als königlicher Kämmerer und Hofbeamter, Kämmerer vor. Aus den Quellen ist ersichtlich, dass einige Kämmerer als Verwalter von Ländereien des persischen Königtums fungierten oder sie schienen selbst Besitzer von kleinen oder großen Gütern gewesen zu sein. In einem Fall besaß der Königliche Kammerdiener mehrere Dörfer.  Die meisten Belege für Kammerdiener in babylonischer Sprache kommen aus der Region von Nippur, aus Babylon und Susa. Die meisten Kammerdiener tragen babylonische Namen, manche persische und einer trägt einen persischen Namen, wird aber als Ägypter betitelt.  Mangels einer umfassenden Studie, die die Funktionen und die Aufgaben des Beamten näher untersucht hat, bleibt diese Figur im persischen Babylonien unscharf.